# Anolis loveridgei
Anolis loveridgei – gatunek jaszczurki z rodziny Anolidae. Zamieszkuje endemicznie Honduras. Jest zagrożony wyginięciem.

## Systematyka
A. loveridgei zalicza się do rodzaju Anolis, klasyfikowanego obecnie w monotypowej rodzinie Anolidae. W przeszłości rodzaj ten zaliczany był do licznej w gatunki rodziny legwanowatych (Iguanidae).

## Rozmieszczenie geograficzne
Jaszczurka ta to endemit Hondurasu, po raz pierwszy odnaleziony w liczbie siedmiu sztuk wśród głazów zbocza na terenie niedawno jeszcze porosłym wyciętym wilgotnym nizinnym lasem w El Portillo i Monta Mataderos w departamencie Yoro, a później także w Cordillera Nombre de Dios. Zasięg występowania (Extent of Occurrence, EOO) obejmuje około 1200 km², jednak w jego obrębie gatunek występuje tylko w kilku oddalonych od siebie lokalizacjach. Gatunek jest spotykany w przedziale wysokości 550–1600 m n.p.m.

## Zagrożenia i ochrona
W Czerwonej księdze gatunków zagrożonych IUCN Anolis loveridgei jest klasyfikowany jako gatunek zagrożony (EN, ang. Endangered).
Trend liczebności populacji oceniany jest jako spadkowy. Gadowi zagraża utrata środowiska naturalnego spowodowana pozyskiwaniem drewna i rozwojem rolnictwa.
Anolis loveridgei występuje w Parku Narodowym Pico Bonito oraz obszarze chronionym Texiguat Wildlife Refuge.